# Gynoeryx paulianii
Gynoeryx paulianii is een vlinder uit de familie van de pijlstaarten (Sphingidae). De wetenschappelijke naam van de soort is, als Polyptychus paulianii, voor het eerst geldig gepubliceerd in 1956 door Pierre Viette.